# ヴィロヴィティツァ＝ポドラヴィナ郡
ヴィロヴィティツァ＝ポドラヴィナ郡（ヴィロヴィティツァ＝ポドラヴィナぐん、クロアチア語: Virovitičko-podravska županija）はクロアチアのスラヴォニア地方に位置する郡。北側はハンガリーに接している。郡都はヴィロヴィティツァ。人口は7.5万人（2018年末推計）。

## 下位行政区画

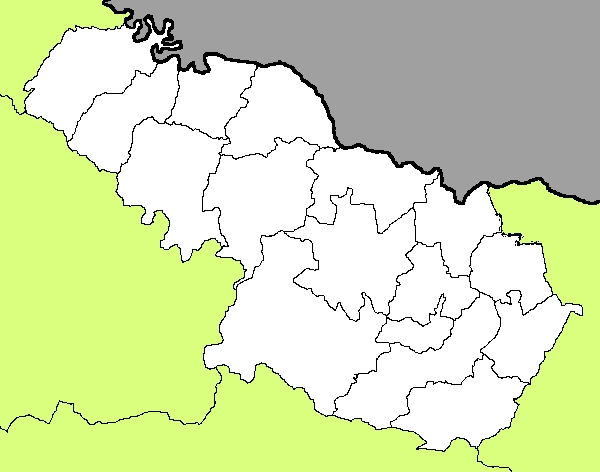
町と自治体

ヴィロヴィティツァ＝ポドラヴィナ郡は、3つの市町（Gradovi）と13の自治体（Općine）から成る。
市・町
- Orahovica
- Slatina
- ヴィロヴィティツァ（Virovitica） - 郡都、最大の都市

自治体
- Čačinci
- Čađavica
- Crnac
- Gradina
- Lukač
- Mikleuš
- Nova Bukovica
- Pitomača
- Sopje
- Suhopolje
- Špišić Bukovica
- Voćin
- Zdenci